# Vladimír Groš
Vladimír Groš (* 11. dubna 1946, Uherské Hradiště) je český keramik, sochař a pedagog.

## Život
Pochází z rodiny majitele pekárny v Radějově. Po komunistickém převratu roku 1948 otec přišel o pekárnu i dům, rodina se čtyřmi dětmi dostala dvoutýdenní lhůtu na vystěhování a uchýlila se do domu dědečka ve Veselí nad Moravou. Starší bratr jako syn živnostníka dostal na vybranou pouze mezi prací v dolech nebo v zemědělství. Po předčasné smrti otce pracovala matka jako dělnice v podniku SVIT a Vladimír Groš si díky tomu mohl podat přihlášku na střední školu.
V letech 1962–1966 vystudoval keramiku na Střední uměleckoprůmyslové škole v Uherském Hradišti a poté našel zaměstnání v ÚLUV v Uherském Hradišti. Po absolvování vojny krátce pracoval v propagačním oddělení ZVL ve slovenské Skalici, odkud se vrátil na Střední uměleckoprůmyslovou školu v Uherském Hradišti. Od roku 1969 do roku 2008 zde působil jako pedagog v oboru Výtvarné zpracování keramiky a porcelánu. Tímto oborem prošly více než dvě stovky budoucích keramiků a sochařů, mj. Maxim Velčovský, Daniel Piršč, Jiří a Helena Hlušičkovi, Ondřej Batoušek, Pavla Vachunová, Ludmila Kováříková, medailér Miroslav Kovářík nebo grafický designér Jan Kovářík.
V roce 2003 se zúčastnil Sochařského sympozia v Hodoníně, v roce 2004 Mezinárodního keramického sympozia v Bechyni. Byl členem Skupiny pěti a roku 2003 jedním ze zakladatelů recesistické společnosti Za Veselí veselejší, která organizuje výtvarné akce s humorným podtextem (cyklus Oživlá sousoší). Po roce 2008 se zabývá historií domů, řemesel a živností ve Veselí nad Moravou a sbírá staré fotografie. Roku 2010 obdržel Cenu města Veselí za dlouholetou reprezentaci a rozvoj společenského a kulturního života. Žije a pracuje v Milokošti – Veselí nad Moravou a Uherském Hradišti.

## Dílo
Sochařské tvorbě v keramice se výtvarně věnuje od poloviny 70. let. Je především znám jako autor stylizovaných figurálních plastik z glazované majoliky. Groš s oblibou provokuje své okolí a užívá si jeho reakcí. Jeho díla oplývají hravostí, nešetří se v nich vtipem s humornou až sarkastickou nadsázkou na hranici grotesky. Často si pohrávají se slovy a ustálenými rčeními – cyklus Opravená přísloví (Dobrá rajda drahá, 1992).
Grošovy práce vznikají většinou v tematických celcích: cyklus Velká Morava se například skládá z různých figur nebo jejich kompozic, které zobrazují hrdiny lokálních mýtů, historických postav a představitelů kultury, vědy i sportu (Kojení orla Matkou Moravou, 1995). V dalším cyklu Vladimír Groš personifikoval automobilové motory, v jiném se zabýval karoseriemi futuristických vozů (Auta, 1997).
Tvoří také nádoby a plastiky z kameniny, které vytáčí na kruhu, spojuje a modeluje. Při práci s kameninou využívá předností plamenné pece vytápěné dřevem, kde v průběhu pálícího procesu dochází k „samoglazování“ a vzniku tzv. popelové glazury. Plastiky dokončuje ručním přebrušováním, aby zvýraznil a probarvil určitá místa.
Je autorem plastik do veřejného prostoru (např. Polešovice, Mateřská škola, 1978; Kvasice, Mateřská škola; Uherský Brod, Gymnázium, 1990, sousoší před vlakovým nádražím v Hodoníně, mozaika v Bzenci). Od roku 1991 se zabývá také knižními vazbami s užitím různých materiálů a vytváří nonsensové objekty. V cyklu Kamenné divadlo např. pracoval s říčními oblázky (2001, 2004). Vytvořil ceny ankety odborné kritiky Největší z pierotů za rok 2018, udělované za nejlepší mužský a ženský herecký výkon a nejlepší inscenaci Slováckého divadla.

### Zastoupení ve sbírkách
- Uměleckoprůmyslové museum v Praze
- Moravská galerie v Brně
- Mezinárodní muzeum keramiky v Bechyni
- Galerie výtvarného umění, Hodonín
- Horácká galerie v Novém Městě na Moravě
- Muzeum Jana Amose Komenského, Uherský Brod
- Porvoo-Borgå Museum, Finsko
- Slovácké muzeum, Uherské Hradiště

### Výstavy

#### Autorské (výběr)
- 1976, 1981 Majolikové plastiky, Galerie Dílo, Brno
- 1977, 1982, 1985 Galerie Dílo, Zlín (Gottwaldov)
- 1983, 1990 Kulturní dům Veselí nad Moravou
- 1984, 1996, 2000 Galerie výtvarného umění Hodonín
- 1986 Keramika, Galéria Petra Michala Bohúňa, Liptovský Mikuláš
- 1986 Majolika – motory, Výstavní síň Umění – Knihy, Praha
- 1986, 1991 Galerie Dílo, Uherské Hradiště
- 1988 Keramika, Galerie Panský dům, Uherský Brod
- 1988 Muzeum jihovýchodní Moravy, Zlín (Gottwaldov)
- 1990 Kulturní dům, Veselí nad Moravou
- 1991 Galerie výtvarného umění v Chebu, Cheb
- 1993 Galerie am Schrotturm, Schweinfurt
- 1994, 2000, 2004 Galerie Ve dvoře, Veselí nad Moravou
- 1996 Keramika, Galerie Slováckého muzea, Uherské Hradiště
- 1996 Keramika, Galerie výtvarného umění, Hodonín
- 1996/1997 Keramika, Galerie výtvarného umění, Havlíčkův Brod
- 1997, 2000 Horácká galerie v Novém Městě na Moravě
- 1997 Zámecká galerie, Buchlovice
- 1999 Galerie U Dobrého pastýře, Brno
- 2000 Muzeum Jana Amose Komenského, Uherský Brod
- 2001 Pedagogické Muzeum Jana Amose Komenského, Praha
- 2002 Regionální muzeum a galerie, Jičín
- 2005 Mezinárodní muzeum keramiky v Bechyni
- 2008 Moravské zemské muzeum, Brno
- 2009 Město jako sny pohyblivé hladiny, Cafe Pierre,
- 2011 Kožešnická ulice a rybníček, Kulturní dům, Veselí nad Moravou

#### Kolektivní (výběr)
- 1981 1. bienále tvorby mladých výtvarníků Jihomoravského kraje, Dům umění města Brna
- 1984/1985 Drobná plastika v tvorbě jihomoravských výtvarníků, Dům umění města Brna
- 1985 Výtvarní umělci Jihomoravského kraje: Výstava ke 40. výročí osvobození Československa Sovětskou armádou, Dům umění města Brna
- 1986 Tschechoslowakische Kunst, Galerie in Kindorf, Bad Homburg
- 1987 Současná česká keramika, Mezinárodní muzeum keramiky Bechyně (AJG)
- 1990 Keramika 1990, Dům umění města Brna
- 1990 Metamorfosi, Galerie Palazzo delle associazioni, Portugruoro
- 1992 Možnosti drobné plastiky, Dům umění města Brna
- 1994 Keramika, Galerie Slováckého muzea, Uherské hradiště
- 2004 Mezinárodní sympozium keramiky Bechyně, Nostický palác, Praha

### Katalogy
- Vladimír Groš: Majolikové plastiky, text Anna Janištinová, Dílo, podnik ČFVU, Brno 1976
- Vladimír Groš: Keramika, text Jaroslav Pelikán, Galéria Petra Michala Bohúňa, Liptovský Mikuláš 1986
- Vladimír Groš: Keramika, text Jaroslav Pelikán, Okresní kulturní středisko v Uherském Brodě 1988
- Vladimír Groš, text Jaroslav Pelikán, Galerie výtvarného umění v Chebu 1991
- Vladimír Groš: Keramika, Slovácké muzeum Uherské Hradiště 1996

### Souborné publikace (výběr)
- Jiřina Hockeová, Drobná plastika v tvorbě jihomoravských výtvarníků, Dům umění města Brna 1984
- Zdeněk Čubrda, Otakar Hubáček, Výtvarní umělci Jihomoravského kraje, SČVU, Jihomoravská krajská organizace 1985
- Marja Supinen, Srba Lukić, IRIS, Kansainvälinen Keramiikkaseminaari / Internationella Keramikseminariet / International Ceramics Seminar / Internationales Keramikseminar / МЕЖДУНАРОДНЫЙ СЕМИНАР ПО КЕРАМИКЕ, Porvoo-Borgå 1988
- Matthias Ostermann, The New Maiolica. Contemporary Approaches to Color and Technique, University of Pennsylvania Press 1999, ISBN ISBN 9780812235135
- Jiřina Hockeová, Možnosti drobné plastiky. Z moravské tvorby 1988–1992, Dům umění města Brna 1992, ISBN 80-7009-050-2
- Miroslav Páral, František Mikeš, Jan Vondrouš, Česká keramika, Agentura českého keramického designu, Český Krumlov 1994
- Milada Frolcová, Slovník žáků a absolventů zlínské Školy umění a Střední uměleckoprůmyslové školy ve Zlíně a v Uherském Hradišti /1939–2003/, Slovácké muzeum, Krajská knihovna Františka Bartoše, Zlínský kraj 2003, ISBN 80-86185-25-7

### Ostatní
- Zdeněk Freisleben, Vážně nevážně Vladimíra Groše, Keramika a sklo 1: 2001 (2), s. 6–7